# IJveer-60-Serie
IJveer-60-Serie bezeichnet eine Fährschiffsklasse des niederländischen Verkehrsunternehmens GVB. Die Fähren verkehren als Teil des öffentlichen Personennahverkehrs über den IJ in Amsterdam.

## Geschichte
Aufgrund der steigenden Auslastung der Anfang der 2000er-Jahre auf den Fährverbindungen über den IJ in Amsterdam in Dienst gestellten und mit 50er-Nummern benannten Fähren wurde 2015 zunächst eine größere und mit modernerer Antriebstechnik ausgestattete Fähre bestellt. Dabei wurde eine Option für den Bau einer zweiten Fähre des Typs vereinbart, die noch vor der Indienststellung der ersten Fähre in einen Auftrag umgewandelt wurde. Zwei weitere Einheiten des Typs wurden Anfang April 2018 bestellt. Hierbei wurde eine Option für drei weitere Fähren vereinbart, von denen im August 2019 zunächst zwei in eine Bestellung umgewandelt wurden.
Die Schiffe wurden auf der Werft Holland Shipyards in Hardinxveld-Giessendam gebaut. Der Typ basiert auf den mit 50er-Nummern benannten Fähren. Die Fähren wurden ab 2016 abgeliefert. Sie erhielten Namen mit 60er-Nummern.

## Beschreibung
Die Schiffe sind mit einem Hybridantrieb ausgestattet. Sie verfügen über zwei Elektromotoren mit jeweils 250 kW Leistung, die jeweils auf eine Propellergondel an den beiden Enden der Fähren wirken. Für die Stromversorgung der Antriebsmotoren sowie des Bordnetzes stehen vier von Dieselmotoren mit jeweils 133 kW Leistung angetriebene Generatoren zur Verfügung. Im Betrieb laufen nicht alle, sondern nur die aktuell benötigten Generatoren. Die Dieselmotoren sind mit einem System zur Abgasnachbehandlung und Partikelfiltern ausgestattet. Die Elektromotoren sind jeweils mit zwei Generatorsätzen in zwei getrennten Maschinenräumen an den beiden Enden der Fähren untergebracht. Zusätzlich sind die Schiffe mit Akkumulatoren ausgestattet. Die ersten beiden Einheiten wurden mit Akkumulatoren mit einer Kapazität von 136 kWh ausgerüstet. Bei den folgenden Einheiten wurden Akkumulatoren mit einer Kapazität von 272 kWh verbaut. Die Akkumulatoren werden mit überschüssigem Strom aus dem Betrieb der Generatoren geladen. Mittelfristig sollen die Fähren vollelektrisch betrieben werden.
Auf dem Hauptdeck der Fähren befinden sich Aufenthaltsbereiche für die Passagiere. Diese sind größtenteils überbaut. An den beiden Enden der Fähren ist das Hauptdeck nach oben offen. An beiden Enden des Hauptdecks befinden sich herunterklappbare Rampen, über die die Fähren zugänglich sind. Die Fähren sind für die Beförderung von Passagieren sowie Fahrrädern und motorisierten Zweirädern eingerichtet. Auf dem Deck oberhalb des Hauptdecks ist das Steuerhaus aufgesetzt.

## Schiffe
| IJveer-60-Serie | IJveer-60-Serie | IJveer-60-Serie  |
| Bauname         | ENI-Nummer      | Indienststellung |
| --------------- | --------------- | ---------------- |
| IJveer 60       | 02336831        | 31. Oktober 2016 |
| IJveer 61       | 02337107        | 20. März 2017    |
| IJveer 62       | 02337682        | August 2018      |
| IJveer 63       | 02337798        | 29. Januar 2019  |
| IJveer 64       | 02338573        | 19. Mai 2020     |
| IJveer 65       | 02338574        | 7. Oktober 2020  |
| IJveer 66       | 02338796        | 2021             |